# Фамара Д'єдью
Фамара Д'єдью (фр. Famara Diedhiou, нар. 15 грудня 1992, Сен-Луї) — сенегальський футболіст, нападник турецького «Аланіяспора» та національної збірної Сенегалу, який на правах оренди виступає за «Гранаду».

## Клубна кар'єра
Грав у футбол на батьківщині за клуб «Діараф». 2011 року відправився до Франції, де по сезону грав за нижчолігові команди «Бельфорт», «Епіналь» та «Газелек», але в жодній команді надовго не затримувався.
Влітку 2014 року підписав контракт з «Сошо», що грав у Лізі 2, але основним гравцем не став, тому з січня 2015 і по літо 2016 року захищав на правах оренди кольори клубу «Клермон».
Влітку 2016 року став гравцем «Анже». У складі цього клубу 5 листопада 2016 року дебютував у французькій Лізі 1 в матчі проти «Лілля», в якому відразу і забив дебютний гол. Відтоді встиг відіграти за команду з Анже 18 матчів в національному чемпіонаті.
24 січня було оголошено про оренду до кінця поточного сезону в іспанську «Гранаду». 

## Виступи за збірну
31 травня 2014 року дебютував в офіційних іграх у складі національної збірної Сенегалу в товариському матчі проти збірної Колумбії (2:2). 
У складі збірної був учасником Кубка африканських націй 2017 року у Габоні.
Наразі провів у формі головної команди країни 25 матчів, забивши 10 голів.
| Дата       | Місто        | Господарі        | Результат             | Гості                | Турнір                                      | Голи | Примітки |
| ---------- | ------------ | ---------------- | --------------------- | -------------------- | ------------------------------------------- | ---- | -------- |
| 31-5-2014  | Буенос-Айрес | Колумбія         | 2 – 2                 | Сенегал              | товариський матч                            | -    |          |
| 3-9-2016   | Дакар        | Сенегал          | 2 – 0                 | Намібія              | Відбір до Кубка африканських націй 2017     | 1    | 73'      |
| 8-1-2017   | Браззавіль   | Лівія            | 1 – 2                 | Сенегал              | товариський матч                            | -    | 63'      |
| 23-1-2017  | Франсвіль    | Сенегал          | 2 – 2                 | Алжир                | Кубок африканських націй 2017 - 1-й етап    | -    | 70' 74'  |
| 23-3-2017  | Лондон       | Нігерія          | 1 – 1                 | Сенегал              | товариський матч                            | -    | 70'      |
| 27-3-2017  | Париж        | Сенегал          | 1 – 1                 | Кот-д'Івуар          | товариський матч                            | -    | 46'      |
| 5-6-2017   | Дакар        | Сенегал          | 0 – 0                 | Уганда               | товариський матч                            | -    | 71'      |
| 10-10-2019 | Сінгапур     | Бразилія         | 1 – 1                 | Сенегал              | товариський матч                            | 1    | 78'      |
| 13-11-2019 | Тієс         | Сенегал          | 2 – 0                 | Республіка Конго     | Відбір до Кубка африканських націй 2021     | -    | 83'      |
| 17-11-2019 | Манзіні      | Есватіні         | 1 – 4                 | Сенегал              | Відбір до Кубка африканських націй 2021     | 3    |          |
| 9-10-2020  | Рабат        | Марокко          | 3 – 1                 | Сенегал              | товариський матч                            | -    | 55'      |
| 26-3-2021  | Браззавіль   | Республіка Конго | 0 – 0                 | Сенегал              | Відбір до Кубка африканських націй 2021     | -    | 65'      |
| 30-3-2021  | Тієс         | Сенегал          | 1 – 1                 | Есватіні             | Відбір до Кубка африканських націй 2021     | -    | 73'      |
| 5-6-2021   | Тієс         | Сенегал          | 3 – 1                 | Замбія               | товариський матч                            | -    | 62'      |
| 7-9-2021   | Браззавіль   | Республіка Конго | 1 – 3                 | Сенегал              | Відбір до ЧС 2022                           | -    | 75'      |
| 9-10-2021  | Тієс         | Сенегал          | 4 – 1                 | Намібія              | Відбір до ЧС 2022                           | 1    | 72'      |
| 12-10-2021 | Совето       | Намібія          | 1 – 3                 | Сенегал              | Відбір до ЧС 2022                           | 3    | 88'      |
| 11-11-2021 | Ломе         | Того             | 1 – 1                 | Сенегал              | Відбір до ЧС 2022                           | -    | 70'      |
| 18-1-2022  | Бафусам      | Малаві           | 0 – 0                 | Сенегал              | Кубок африканських націй 2021 - 1-й етап    | -    | 71'      |
| 25-1-2022  | Бафусам      | Сенегал          | 2 – 0                 | Кабо-Верде           | Кубок африканських націй 2021 - 1/8 фіналу  | -    |          |
| 30-1-2022  | Яунде        | Сенегал          | 3 – 1                 | Екваторіальна Гвінея | Кубок африканських націй 2021 - чвертьфінал | 1    | 65'      |
| 2-2-2022   | Яунде        | Буркіна-Фасо     | 1 – 3                 | Сенегал              | Кубок африканських націй 2021 - півфінал    | -    | 65'      |
| 6-2-2022   | Яунде        | Сенегал          | 0 – 0 д.ч. (4-2 п.п.) | Єгипет               | Кубок африканських націй 2021 - фінал       | -    | 77'      |
| 25-3-2022  | Каїр         | Єгипет           | 1 – 0                 | Сенегал              | Відбір до ЧС 2022                           | -    | 62'      |
| 7-6-2022   | Кігалі       | Руанда           | 0 – 1                 | Сенегал              | Відбір до Кубка африканських націй 2023     | -    | 71'      |
| Усього     |              | Матчів           | 25                    |                      | Голів                                       | 10   |          |

## Титули і досягнення
- Переможець Кубка африканських націй: 2021